# Jean Étienne Cassaing
Jean Étienne Cassaing est un homme politique français né le 18 juillet 1760 à Varilhes (Ariège) et mort le 16 juin 1849 au même lieu.

## Biographie
Homme de loi, il est procureur syndic du district de Mirepoix composé de 10 cantons, conseiller général et suppléant du juge de paix.
Il est élu député de l'Ariège au Conseil des Cinq-Cents le 24 vendémiaire an IV avec 124 voix sur 186.